# Catopyrops amaura
Catopyrops amaura är en fjärilsart som beskrevs av Druce 1891. Catopyrops amaura ingår i släktet Catopyrops och familjen juvelvingar. Inga underarter finns listade i Catalogue of Life.